# Hrastnik (planina)
Hrastnik je gozdnata vzpetina, ki geografsko sodi v Škofjeloško hribovje, natančneje predstavlja del Šentjoškega grebena. Nadmorska višina vrha je 806 m. Preko Hrastnika je iz Lavtarskega Vrha v Bukovico speljana gozdna cesta.